# Les Enfants du cirque
Pour les articles homonymes, voir L'Enfant du cirque.
Pour plus de détails, voir Fiche technique et Distribution.
Les Enfants du cirque (Solang' die Sterne glüh'n, titre alternatif : Zirkuskinder) est un film autrichien réalisé par Franz Antel sorti en 1958.

## Synopsis
Le petit cirque Marinelli est sur le point de partir. À côté du cirque, le « roi du lait » Runkelmann donne une conférence de presse pour informer le public qu'il souhaite acheter le domaine du cirque afin d'agrandir encore sa grande laiterie. Est présent le journaliste Conny Meister. Pendant ce temps, quelques artistes du cirque font tout ce qui est en leur pouvoir pour sauver la société : la cavalière Cora, le clown Pipo et l'enfant Silvio. Cora a un métier bien payé dans une boîte de nuit ; mais parce qu'elle refuse de se laisser harceler, elle est virée.
Les trois ont beaucoup de mal à trouver de la nourriture pour les animaux. Conny Meister, qui perçoit non seulement une histoire touchante, mais qui a également un œil sur Cora, vient l'aider. Lorsque les enfants des environs entendent parler des besoins du cirque, ils organisent un match de football au cours duquel ils demandent des aliments pour animaux comme droits d'entrée. Runkelmann voit ses plans contrariés et veut mettre fin à la manifestation dans les 24 heures. Conny Meister appelle les enfants à boycotter l'entreprise Ruma et à demander aux autres enfants de la ville de faire de même. Cette nouvelle se répand comme une traînée de poudre et bientôt, sur les panneaux publicitaires du slogan « Nur reine Ruma-Milch » (« Seul le lait Ruma est pur »), le « r » dans le deuxième mot est recouvert d'un « k » et donne : « Nur keine Ruma-Milch », soit : « Plus jamais de lait Ruma ».
Cora est tombée amoureuse du journaliste. Au moment où l’une de ses collègues entre avec le journal, Conny découvre qui il est et prend un coup. Pendant ce temps, Runkelmann est à la recherche de barattes de lait manquantes. Il les retrouve bientôt dans le cirque. Cora s’accuse alors du vol pour couvrir le vieux clown Pipo, qui, selon elle, a vendu les pichets et souhaite utiliser le produit de la vente pour avoir des aliments pour des animaux. En réalité, le singe Charly est le coupable. Quoi qu'il en soit, Runkelmann se voit comme le gagnant. Sa joie ne dure pas longtemps ; le vol est bientôt résolu. Quand Conny et Pipo organisent une nouvelle manifestation sous le slogan « Aidez les vieux animaux ! », Cora se réconcilie avec Conny. Afin de ne pas ruiner complètement sa réputation, Runkelmann fournit une propriété pour la construction d'un refuge destiné aux animaux.

## Fiche technique
- Titre français : Les Enfants du cirque[1]
- Titre original : Zirkuskinder ou Solang' die Sterne glüh'n
- Réalisation : Franz Antel
- Scénario : Kurt Nachmann, Rolf Olsen
- Musique : Johannes Fehring
- Direction artistique : Herta Hareiter, Otto Pischinger
- Costumes : Inge Lüttich
- Photographie : Hans Heinz Theyer
- Son : Max Vernoiy
- Montage : Arnfried Heyne
- Production : Heinz Pollak, Franz Hoffmann
- Sociétés de production : Hope Film
- Société de distribution : Gloria Filmverleih
- Pays d'origine :  Autriche
- Langue : allemand
- Format : Couleur - 1,33:1 - Mono - 35 mm
- Genre : Comédie
- Durée : 86 minutes
- Dates de sortie :
  - Allemagne : 21 juillet 1958.
  - France : 5 août 1960[1].

## Distribution
- Gerhard Riedmann (de) : Conny Meister, reporter
- Heidi Brühl : Cora, la cavalière
- Hans Moser : Pipo, le clown
- Ossi Wanka : Silvio, l'enfant
- Fritz Eckhardt : Otto Runkelmann, le propriétaire de la laiterie
- C. W. Fernbach : Waxhagen, son bras droit
- Elga Andersen : Doris Hoff, photographe
- Josef Meinrad : Karl Eibisch, policier
- Heinz Moog : Schimmelpfennig, le rédacteur en chef
- Raoul Retzer : le propriétaire du terrain

## Source de la traduction
- (de) Cet article est partiellement ou en totalité issu de l’article de Wikipédia en allemand intitulé « Solang’ die Sterne glüh’n » (voir la liste des auteurs).